# Hart voor Hilversum
Hart voor Hilversum is een lokale politieke partij in de Nederlandse gemeente Hilversum.

## Geschiedenis
Nadat Hart voor Hilversum fuseerde met de Democratisch Liberale Partij Hilversum (DLPH) nam ze met Léonie Sazias als lijsttrekker deel aan de gemeenteraadsverkiezingen van 2010. De partij behaalde drie zetels in de gemeenteraad en Sazias werd fractievoorzitter. Bij de gemeenteraadsverkiezingen van 2014 verdubbelde het aantal raadsleden namens de partij tot zes. Omdat Sazias in 2017 lid werd van de Tweede Kamer voor de partij 50PLUS werd Karin Walters lijsttrekker van Hart voor Hilversum bij de verkiezingen van 2018. De partij behaalde toen acht zetels, waarmee het de grootste partij in de Hilversumse raad werd.
Na de verkiezingen van 2018 ontstond er snel onvrede in de partij. Het resultaat van de coalitieonderhandelingen door Henk Blok en Karin Walters maakte dat het partijbestuur aftrad en fractie uiteen dreigde te vallen. Blok werd als partijlid geroyeerd. Hij begon een eigen fractie onder de naam de naam 'Hilversums Blok', later 'Hilversums Belang' genoemd. 
Ook de nummer twee op de kieslijst, Jerry Braaksma, kon zich niet vinden in het coalitieakkoord, hij stelde daarom zijn zetel ter beschikking, deze werd daarop ingenomen door Ron Lancee. De fractie bestond verder uit Jan Slingerland, Michiel Eerenberg, Malika Boukriss, Hakan Koc, Regie Redmeijer en Ria de Jong. Hart voor Hilversum leverde twee wethouders, Karin Walters en Angelika Pelsink. Die laatste vertrok naar vijf maanden vanwege kritiek vanuit de raad op haar functioneren als wethouder sociaal domein.
Bij de gemeenteraad verkiezingen van 2022 werd Hart voor Hilversum de grootste lokale partij met 8 zetels.
Karin Walters en Regie Redmeijer gingen namens Hart voor Hilversum een coalitie aan met VVD, CDA en GroenLinks.
Hart voor Hilversum leverde 2 wethouders Karin Walters en Karin van Hunnik. De fractie bestaat uit Michiel Eerenberg,  Regie Redmeijer,  Malika Boukriss , Ron Lancee,  Chris Groeneveld , Carolien Jansson, Ria schrijvers de jong en Hakan Koc.

## Gemeenteraadsverkiezingen
| 3 | 6 | 7 | 8 |